# Cantons de l'Alta Còrsega
Els Cantons de l'Alta Còrsega (Còrsega) són 30 i s'agrupen en 3 districtes:
- Districte de Bastia (16 cantons - prefectura de Bastia) : cantó d'Alto-di-Casaconi - cantó de Bastia I Centre - cantó de Bastia II Fango - cantó de Bastia III Turette - cantó de Bastia IV Cimballo - cantó de Bastia V Lupino - cantó de Bastia VI Montesoro-Furiani -cantó de Borgo - cantó de Campoloro-di-Moriani - cantó de Capobianco - cantó de Fiumalto-d'Ampugnani - cantó de la Conca-d'Oro - cantó de l'Alt Nebbio - cantó de Sagro-di-Santa-Giulia - cantó de San-Martino-di-Lota - cantó de Vescovato.

- Districte de Calvi (4 cantons - sotsprefectura de Calvi) : cantó de Belgodère - cantó de Calenzana - cantó de Calvi - cantó de l'Île-Rousse.

- Districte de Corte (10 cantons - sotsprefectura de Corte) : cantó de Bustanico - cantó de Castifao-Morosaglia - cantó de Corte - cantó de Ghisoni - cantó de Moïta-Verde - cantó de Niolu-Omessa - cantó d'Orezza-Alesani - cantó de Prunelli-di-Fiumorbo - cantó de Venaco - cantó de Vezzani.

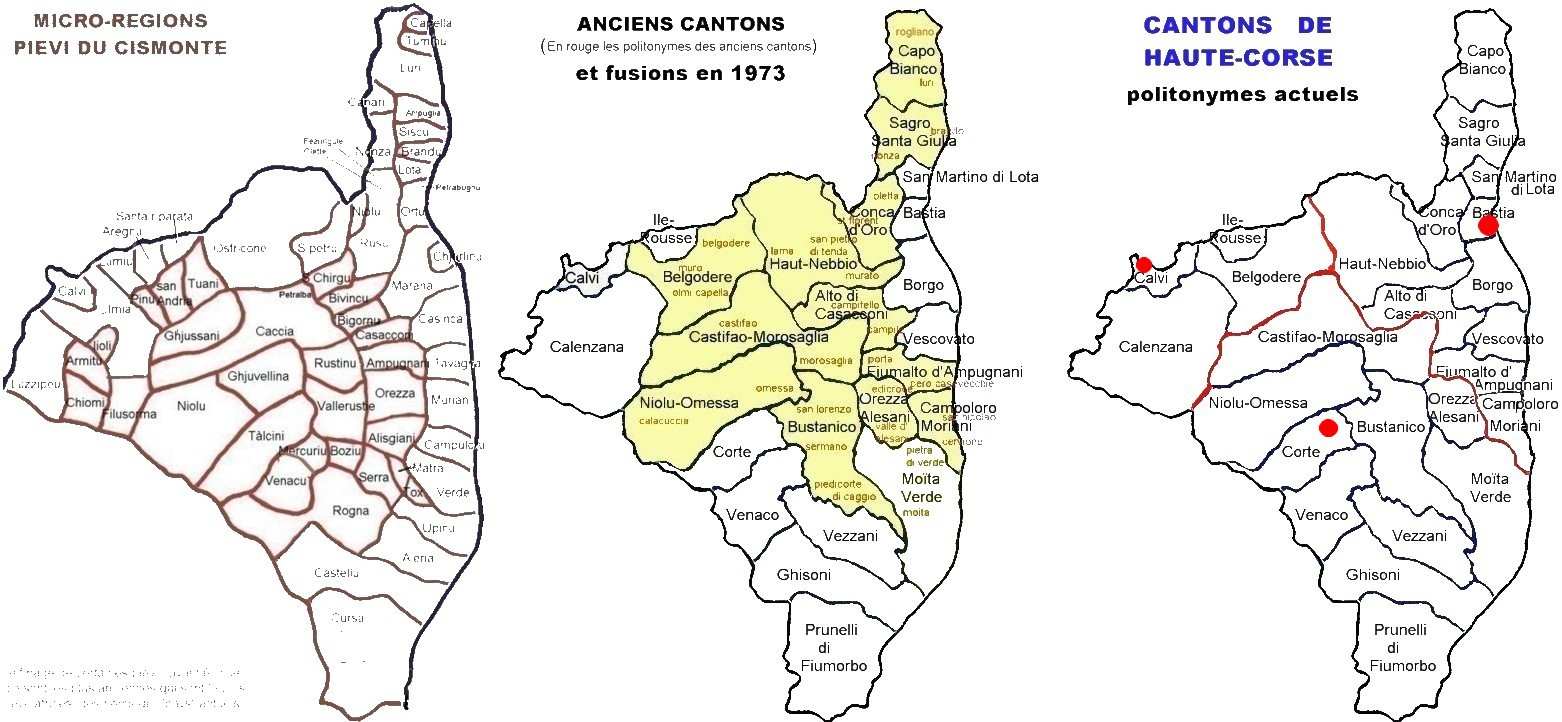
Cantons de l'Alta Còrsega